# Johan Taikon
Johan Demitri (ibland kallad Milosch) Taikon, född 1879 troligen i Ryssland, död 15 oktober 1950 i Stockholm, var en svensk rom, bland annat kopparslagare och tivoliföreståndare.
Johan Taikon var son till den ryske romen Joschvan Michael Petroff och Tinka av den ungerska klanen Fynfyrojeschti. Efter ett kringflackande liv i Ryssland, Polen och Baltikum kom han omkring 1906 över Finland till Sverige, där han stannade. Han försörjde sig med kopparslageri och tivoliverksamhet. Under de sista åtta åren av sitt liv var han med sin familj större delen av året bosatt i Stockholm. Johan Taikon hyste ett stort intresse för romernas möjlighet till utbildning. Till stor del tack vare hans initiativ startade Skolöverstyrelsen 1944 den första tältskolan för romer 1944. Själv var Johan Taikon analfabet. Hans dröm var att myndigheterna skulle tillsätta en zigenarfogde, som kunde föra romernas talan, övervaka barnens skolgång med mera. Sin största insats gjorde Johan Taikon som uppgiftslämnare om romsk kultur. Åren 1943–1950 ställde han sig till Nordiska museets förfogande för en undersökning av romernas etnologi och folklore, som därigenom blev noga kartlagd. Johan Taikon var konstnärligt begåvad och en utmärkt berättare med en rik sagorepertoar. Ett urval av hans sagor har publicerats av Carl-Herman Tillhagen i Taikon berättar (1946). Johan Taikon tillhörde den ortodoxa tron.